# Liu Yandong
Dans ce nom, le nom de famille précède le nom personnel.
Liu Yandong (刘延东), née en novembre 1945 à Nantong, dans la province du Jiangsu, est une femme politique chinoise.

## Biographie
Fille d’un ministre de l’Agriculture, elle rejoint le Parti communiste chinois à 19 ans. Elle est diplômée comme ingénieure chimiste. Elle commence sa carrière politique à Pékin. Pendant neuf ans, elle est vice-présidente de la Ligue nationale de la jeunesse.
Conseillère d'État entre 2008 et 2013, elle occupe depuis le 16 mars 2013 le poste de deuxième vice-Premier ministre de la république populaire de Chine. Depuis la démission de Wu Yi, Liu Yandong est la femme politique chinoise avec la position la plus élevée dans le parti, et l'une des deux seules femmes parmi les 25 membres du 18e bureau politique du Parti communiste chinois (l'autre étant Sun Chunlan).

## Famille
Liu est la fille de Liu Ruilong (1910-1988), un ancien vice-ministre de l'agriculture en 1953.
Elle est mariée à Yan Yuanxing, un homme d'affaires président de la China Southern Commerce & Technology Group. Le couple a une fille Yang Fan, qui travaille pour une société commerciale à Hong Kong.